# Embassy (cigarette)
Pour les articles homonymes, voir Embassy.
Embassy est une marque de cigarettes anglaise, commercialisée depuis 1914 par le groupe Imperial Tobacco.

## Histoire
Lorsque la marque Embassy fut créée, la compagnie Imperial Tobacco a beaucoup investi dans la publicité et sa mise en place sur le marché. La marque sponsorise le championnat du monde de snooker de 1976 à 2005, année à laquelle elle est contrainte d'arrêter cette pratique à cause de l'interdiction de sponsoring par des marques de tabac mise en place par le gouvernement britannique,.
La sous-marque Embassy Filter est créée en 1962, et devient la marque la plus populaire du Royaume-Uni à la fin des années 1960, représentant 24 % du marché en 1968. En 2001, Embassy No. 1 représente 3,1 % des ventes sur le marché légal de cigarettes au Royaume-Uni, et sa part est estimée à 4,8 % sur le marché illégal. En 2004, la marque Embassy constitue 25 % du segment premium sur le marché britannique.
Embassy est à l'heure actuelle l'une des marques les plus chères sur le marché du Royaume-Uni, avec des prix allant de 8,40 à 9,00 livres sterling par paquet de vingt cigarettes. Elle a également une marque-sœur, nommée Embassy Regal (en).
En 1999, l'ancien champion du monde de snooker Alex Higgins poursuit la marque Embassy en justice, prétendant que le sponsoring et les cigarettes offertes aux joueurs durant les championnats du monde ont contribué à la formation de son cancer de la gorge.

## Sous-marques
- Embassy Mild/Blue
- Embassy Filter
- Embassy Number 1[8]

### Sous-marques disparues
- Belair Menthol
- Embassy Envoy
- Embassy Gold
- Embassy Number 3
- Embassy Number 5
- Embassy Number 3 Extra Mild
- Embassy Number 5 Extra Mild
- Embassy Extra Mild
- Embassy Number 1 Extra Mild
- Embassy Premier avec NSM (New Smoking Mixture)